# Station Heikestraat
Het station Heikestraat was een spoorweghalte langs lijn 12 aan de overweg van het Klein Heiken in de gemeente Kapellen. Het werd in 1933 geopend samen met de haltes Sint-Mariaburg en Kijkuit en bediend door de eerste autorails op spoorlijn 12. Bij het uitbreken van de Tweede Wereldoorlog werd het station gesloten en nadien niet terug geopend.
Het enige overblijfsel van het station is de berm, die aan weerszijden van de overweg iets breder is dan langs de rest van de spoorlijn.
0,0: Antwerpen-Centraal ·
2,3: Antwerpen-Oost ·
3,4: Borgerhout ·
5,8: Antwerpen-Dam ·
8,3: Antwerpen-Luchtbal ·
9,1: Antwerpen-Noorderdokken ·
11,4: Ekeren ·
12,5: Sint-Mariaburg ·
13,8: Heikestraat ·
15,0: Kapellen ·
19,0: Kapellenbos ·
21,0: Heide ·
22,7: Kijkuit ·
24,0: Kalmthout ·
28,1: Wildert ·
32,1: Essen ·
23,0: Roosendaal ·
15,6: Oudenbosch ·
7,5: Zevenbergen ·
0,0: Moerdijk AR ·
0,0: Lage Zwaluwe